# 晝行性
晝行性，或稱日行性，是指動物或植物在白晝比較活躍，在夜晚有一段睡眠或是不活躍之時間，與夜行性相反。晝行性動物實際的活躍時間會隨許多環境因素而變化，例如溫度、可用視覺找到食物的能力，被捕食之風險等。